# Lisa Stoll
Lisa Stoll (* 13. April 1996) ist eine Schweizer Alphornsolistin aus Wilchingen im Kanton Schaffhausen.

## Leben
Im Alter von sechs Jahren begann Lisa Stoll Blockflöte zu spielen. Zwei Jahre später kam als weiteres Blasinstrument das Kornett hinzu, ehe sie sich im Alter von zehn Jahren dem Alphorn zuwandte.
Ihren ersten Erfolg feierte Lisa Stoll im September 2007 beim Ostschweizer Solisten- und Ensemble-Wettbewerb in Sirnach, wo sie mit dem Kornett in ihrer Kategorie als Gewinnerin hervorging. 2008 erreichte sie am gleichen Wettbewerb in der Kategorie U-16 Solisten, wiederum mit dem Kornett, als jüngste Teilnehmerin den fünften Rang.
Nachdem sich Lisa Stoll im April 2008 mit dem Alphorn für den nationalen Final des 15. Schweizerischen Jungmusikanten-Wettbewerbes qualifiziert hatte, nahm sie im Juni des gleichen Jahres im Rahmen des Eidgenössischen Jodlerfestes am nationalen Final teil und erreichte als ein der fünf Sieger im Bereich Volksmusik den Final des Schweizerischen Nachwuchsjodler- und Jungmusikanten-Wettbewerbes. Damit sicherte sie sich zusammen mit den anderen Finalisten auch eine gemeinsame CD-Produktion unter der Leitung von Alex Eugster. Am Final des Schweizerischen Nachwuchsjodler- und Jungmusikanten-Wettbewerbes, der am 30. August 2008 in Fribourg stattfand, gewann Lisa Stoll mit einer Eigenkomposition den Jurypreis.
Mit ihrem Auftritt in der Volksmusik-Sendung „Hopp de Bäse!“ des Schweizer Fernsehens feierte Lisa Stoll im Februar 2009 ihren ersten grossen Fernsehauftritt. Knapp zwei Wochen später folgte in Kurt Aeschbachers Talksendung ein weiterer Auftritt im Schweizer Fernsehen. Danach folgten neben zahlreichen Bühnenauftritten auch verschiedene weitere Fernsehauftritte auf nationaler und internationaler Ebene, unter anderem wiederum in „Hopp de Bäse!“ und Aeschbachers Spezialsendung „Menschen 09“ sowie in Benissimo und Musikantenstadl.
Nachdem sich Lisa Stoll im September 2009 für die Schweiz im Musikantenstadl-Nachwuchswettbewerb für das Finale qualifiziert hatte, gewann sie im Dezember 2009 beim Silvesterstadl den Stadlstern 2009 mit dem „Tanz der Kühe“ (Komponist: Carlo Brunner). Im Dezember 2009 erschien mit „Alphorn-Liebe“ ihr Debütalbum, das in der Folge auch in die Schweizer Hitparade gelangte.